# Pro-Gly-Pro-ACTH (4-7)
Pro-Gly-Pro-ACTH (4-7) ist eine zur Stoffklasse der Peptide gehörende organische Verbindung. Sie wird in Form einer nasal anzuwendenden Lösung (Handelsname Semax, russisch Семакс) überwiegend in Russland und der Ukraine zur Behandlung verschiedener neurologischer Störungen und Erkrankungen verwendet.

## Eigenschaften
Die synthetisch hergestellte Substanz stellt chemisch ein Analogon des Adrenocorticotropin-Fragments ACTH (4-10) dar. Das aus sieben Aminosäuren aufgebaute Peptid (Heptapeptid) weist die Sequenz Met-Glu-His-Phe-Pro-Gly-Pro auf und soll eine nootrope und neuroprotektive Wirkung aufweisen, ohne jedoch hormonell aktiv zu sein.
| Vergleich der Aminosäurensequenzen von ACTH (4-10) und dem synthetischen Heptapeptid Pro-Gly-Pro-ACTH (4-7):         |
| 4 5 6 7 8 9 10 Fragment ACTH (4-10): Met-Glu-His-Phe-Arg-Trp-Gly Pro-Gly-Pro-ACTH (4-7): Met-Glu-His-Phe-Pro-Gly-Pro |

## Anwendungsgebiete
Semax wurde in Russland klinisch entwickelt und erhielt im Dezember 2011 eine Zulassung als Arzneimittel; Anwendungsgebiete sind die Behandlung des Schlaganfalls in der akuten Phase, die Behandlung neurologischer Störungen nach Hirngefäßverletzungen, transitorischer ischämischer Attacken, arteriosklerotischer Enzephalopathien und zur Erholung nach Schlaganfall, weiterhin Verbesserung der Anpassungsfähigkeit des menschlichen Körpers in Extremsituationen und Vorbeugung vor geistiger Ermüdung bei monotoner Arbeit unter stressigen Arbeitsbedingungen. In der Augenheilkunde wird Semax in Russland ferner bei Erkrankungen des Sehnervs (Optikusatrophie, Entzündungen toxischer oder allergischer Genese) eingesetzt sowie in der Kinderheilkunde zur Behandlung der Aufmerksamkeitsdefizit-/Hyperaktivitätsstörung (ADHS). In der Literatur weiterhin beschriebene mögliche Einsatzgebiete sind die Behandlung von Magengeschwüren und die Stärkung des Immunsystems.
Pro-Gly-Pro-ACTH (4-7) bzw. Methionyl-glutamyl-histidyl-phenylalanyl-prolyl-glycyl-prolin wird seit Dezember 2013 in Russland auf einer „Liste essentieller und lebenswichtiger Wirkstoffe“ geführt.
In USA, Kanada und EU-Ländern bestehen keine Arzneimittelzulassungen.

## Pharmakokinetik
Nach Aufbringen auf die Nasenschleimhaut wird Pro-Gly-Pro-ACTH (4-7) zu 60 bis 70 % resorbiert und verteilt sich rasch in Blut und Gewebe. Der Wirkstoff durchdringt die Blut-Hirn-Schranke. Nach systemischer Injektion wird der Wirkstoff zügig biotransformiert und über den Urin ausgeschieden. Eine verlängerte Wirksamkeit gegenüber der des Adrenocorticotropin-Fragments ACTH (4-10) entsteht dadurch, dass die C-terminale Aminosäurensequenz Pro-Gly-Pro den enzymatischen Abbau des Heptapeptids verzögert.

## Studien
Bei Tieren erhöht Pro-Gly-Pro-ACTH (4-7) die Genexpression und somit die Konzentration des Wachstumsfaktors BDNF und dessen Rezeptor TrkB im Hippocampus, wodurch serotonerge und dopaminerge Nervenzellen aktiviert werden. Es wirkt daher ähnlich wie Antidepressiva und Anxiolytika, mindert die Auswirkungen von chronischem Stress auf das Verhalten und erhöht vermutlich die Locomotoraktivität von D-Amphetamin. Daher wurde der Einsatz von Semax bei der Behandlung von Depression und Aufmerksamkeitsdefizit-/Hyperaktivitätsstörung (ADHS) vorgeschlagen.
Pro-Gly-Pro-ACTH (4-7) unterdrückt verschiedene Enzyme, die in die Degradation von Enkephalinen und anderen endogen regulierenden Peptiden involviert sind.
Auf diese Weise wirkt auch das hierzulande als Nahrungsergänzungsmittel angebotene immunmodulatorische und ähnlich aufgebaute Heptapeptid und GABA-Mimetikum Threonyl-lysyl-prolyl-arginyl-prolyl-glycin-prolin-diacetat (Thr-Lys-Pro-Arg-Pro-Gly-Pro; russischer Medikamentenname Селанк bzw. Selank).